# Una-May O'Reilly
Una-May O'Reilly es una científica informática estadounidense y líder del grupo Anyscale Learning For All (ALFA) en el Laboratorio de Ciencias de la Computación e Inteligencia Artificial del MIT.

## Primeros años de vida y educación
O'Reilly se licenció en la Universidad de Calgary. Se graduó en la Universidad de Carleton, donde estudió informática. Durante su doctorado, O'Reilly trabajó como becaria de posgrado en el Instituto de Santa Fe. Su tesis fue una de las primeras en explorar la programación genética. Se incorporó al Laboratorio de Ciencias de la Computación e Inteligencia Artificial del MIT como becaria postdoctoral en 1996.

## Investigación y carrera
O'Reilly es investigadora principal en el Laboratorio de Ciencias de la Computación e Inteligencia Artificial del MIT, donde dirige un equipo centrado en el aprendizaje automático escalable. Su grupo de investigación, Anyscale Learning For All (ALFA), investiga sobre ciberseguridad, análisis rápido de datos inteligentes y modelización de datos médicos. O'Reilly ha diseñado modelos computacionales para una variedad de problemas diferentes, entre ellos el cálculo del riesgo financiero de las inversiones en energías renovables y la creación de un algoritmo de sabor que sustituye a los probadores de sabores. O'Reilly ha desarrollado modelos estadísticos para el diseño de sistemas de energía renovable, incluida la predicción de la velocidad del viento.
En 2013 fue galardonada con el premio EvoStar por su destacada contribución a la computación evolutiva en Europa. O'Reilly ha recibido varios premios y honores por su trabajo en programación genética; entre ellos, ha sido elegida miembro del Consejo Ejecutivo del Grupo de Interés Especial en Computación Genética y Evolutiva de la ACM, SIGevo (antes Sociedad Internacional de Computación Genética y Evolutiva).

## Publicaciones seleccionadas
- Kinnear, Kenneth E.; Langdon, William B.; Spector, Lee; Angeline, Peter J.; O'Reilly, Una-May (1994). Advances in Genetic Programming (en inglés). MIT Press. ISBN 978-0-262-19423-5.
- Ansel, Jason; Kamil, Shoaib; Veeramachaneni, Kalyan; Ragan-Kelley, Jonathan; Bosboom, Jeffrey; O'Reilly, Una-May; Amarasinghe, Saman (2014). «OpenTuner». Proceedings of the 23rd International Conference on Parallel Architectures and Compilation - PACT '14 (New York, New York, USA: ACM Press): 303-316. ISBN 978-1-4503-2809-8. doi:10.1145/2628071.2628092.
- Poli, Riccardo, 1961- (2008). A field guide to genetic programming. Langdon, W. B. (William B.), McPhee, Nicholas F., Koza, John R. [S.I.]: [Lulu Press], lulu.com. ISBN 978-1-4092-0073-4. OCLC 225855345.
- Stephenson, Mark; Amarasinghe, Saman; Martin, Martin; O'Reilly, Una-May (9 de mayo de 2003). «Meta optimization: improving compiler heuristics with machine learning». ACM SIGPLAN Notices 38 (5): 77-90. ISSN 0362-1340. doi:10.1145/780822.781141.

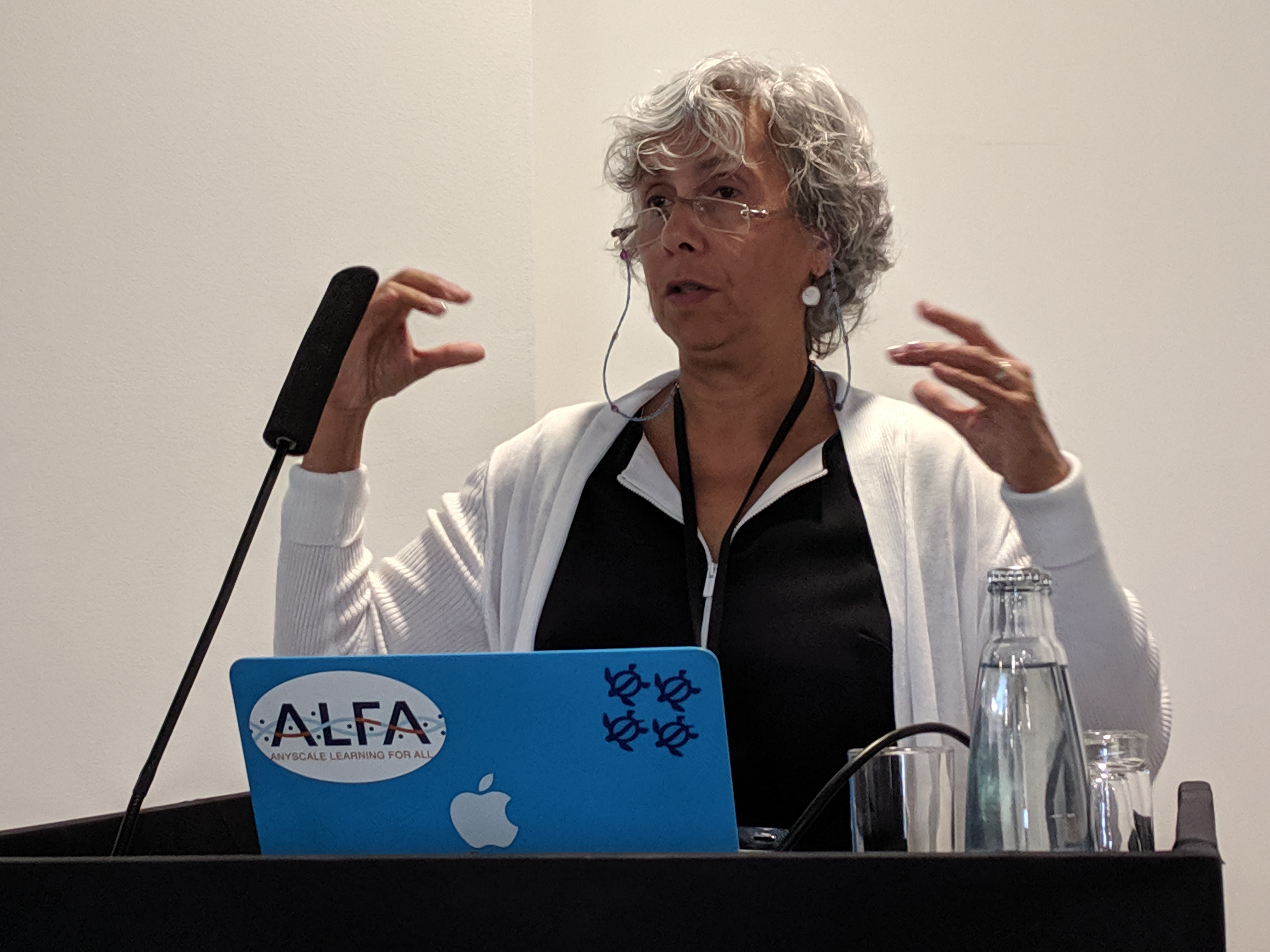
O'Reilly en el SecDef Workshop, realizado en el marco de la GECCO 2019